# Meioneta manni
Meioneta manni là một loài nhện trong họ Linyphiidae.
Loài này thuộc chi Meioneta. Meioneta manni được miêu tả năm 1989 bởi Crawford & Edwards.